# Svetlahorsk
Svetlahorsk (bielorruso: Светлаго́рск) o Svetlogorsk (ruso: Светлого́рск) es una ciudad subdistrital de Bielorrusia, capital del distrito homónimo en la provincia de Gómel.
En 2022, la ciudad tenía una población de 63 946 habitantes. Es la cuarta ciudad más poblada de la provincia, después de Gómel, Mazyr y Zhlobin.
Se conoce la existencia de la localidad en documentos desde 1560. Originalmente era un pueblo llamado "Shatsilinski", "Shatsilavichy" o "Shatsilki"; este último topónimo quedó como definitivo desde el siglo XVIII. A mediados del siglo XX seguía siendo un pueblo de dos mil habitantes, pero en las décadas posteriores la RSS de Bielorrusia lo desarrolló como uno de los principales centros industriales de la región. En 1956 adoptó el estatus de asentamiento de tipo urbano y en 1960 se trasladó aquí la capital del distrito, que hasta entonces estaba en Párychy. En 1961 adoptó el estatus de ciudad subdistrital y tanto la ciudad como su distrito adoptaron su actual topónimo.
Se ubica a orillas del río Berézina, unos 70 km al noroeste de la capital provincial Gómel sobre la carretera P82 que une Réchytsa con Babruisk.